# Morris Communications
Morris Communications se encuentra en Augusta, Georgia, es una empresa de medios de comunicación que tiene diversos diarios y revistas, empresas de publicidad en la vía pública, programas de radio, edición y publicación de libros y servicios de Internet. 
La compañía publica 13 diferentes periódicos diariamente y otros varios que son semanales, mensuales, bimestrales e incluso anuales.
La compañía también cuenta con 33 estaciones de radio en Estados Unidos y una en Mónaco.
Cabe destacar que Morris Communications y Morris Multimedia, son empresas separadas y de distintos dueños, pero esta última fue fundada por un miembro de la misma familia que los dueños de Morris Communications, Charles H. Morris.

## Diarios que publica la empresa
- Augusta Chronicle en Augusta, Georgia.
- Florida Times-Union en Jacksonville.
- Amarillo Globe-News en Amarillo, Texas.
- Lubbock Avalanche-Journal en Lubbock, Texas.
- Athens Banner-Herald en Athens, Georgia.
- Savannah Morning News en Savannah, Georgia.
- Homer News en Homer, Alaska.
- Entre otros.